# Opštine Meksika
Opština (šp. municipio) je drugi nivo administrativne podele u Meksiku (pri čemu se prvi nivo administrativne podele sastoji od država). Postoji 2.438 opština u Meksiku. One u proseku imaju 45.616 stanovnika. Unutrašnja politička organizacija i njihove odgovornosti su definisane članom 115. ustava iz 1917. i to je detaljnije obrazloženo u konstitucijama država kojima pripadaju.

## Spoljašnje veze
- „” [Meksiko — struktura vlade] (на језику: енглески). Архивирано из оригинала 31. 8. 2024. г.

- „” [Istorija meksičkog Ustava].  (на језику: шпански). Архивирано из оригинала 18. 10. 2006. г.

- „” [Meksički opštinski informacioni portal] (на језику: шпански). Архивирано из оригинала 9. 2. 2007. г.